# نورثگلن (کلرادو)
نورثگلن (به انگلیسی: Northglenn) شهری در ایالت کلرادو کشور ایالات متحده آمریکا است که جمعیت آن در سرشماری سال ۲۰۱۰ میلادی، ۳۵٬۷۸۹ نفر بوده‌است.